# 粵劇發展諮詢委員會
粵劇發展諮詢委員會（英語：Cantonese Opera Advisory Committee）於2004年5月1日由香港政府民政事務局成立，現時隸屬民政及青年事務局。委員會負責就香港粵劇的推廣、保存、研究及發展向民政及青年事務局局長提供意見。現任主席是陳志輝教授。

## 歷任主席
- 周振基博士，BBS，JP（2004年5月1日-2010年4月30日）[2][3][4]

- 鄒燦林先生，MH（2010年5月1日-2016年4月30日）[5][6][7]
- 陳志輝教授，SBS，JP（2016年5月1日-2022年4月30日）[8][1]
- 呂汝漢教授，MH（2022年5月1日-2026年4月30日）